# محمد قدوح (بازیکن فوتبال، زاده ۱۹۹۳)
محمد قدوح (عربی: محمد محمود قدوح؛ زادهٔ ۴ مهٔ ۱۹۹۳) بازیکن فوتبال اهل لبنان است.
از باشگاه‌هایی که در آن بازی کرده‌است می‌توان به باشگاه ورزشی النجمه لبنان، باشگاه فوتبال سودووا، باشگاه فوتبال ایلوس، و باشگاه فوتبال ولازنیا اشکودر اشاره کرد.
وی همچنین در تیم‌های ملی فوتبال زیر ۱۹ سال لبنان و لبنان بازی کرده‌است.